# Форт-Скотт (Канзас)
Форт-Скотт (англ. Fort Scott) — місто (англ. city) в США, в окрузі Бурбон штату Канзас. Населення — 7552 особи (2020).

## Географія
Форт-Скотт розташований за координатами 37°49′50″ пн. ш. 94°42′13″ зх. д. / 37.83056° пн. ш. 94.70361° зх. д. (37.830598, -94.703504).  За даними Бюро перепису населення США в 2010 році місто мало площу 14,47 км², з яких 14,37 км² — суходіл та 0,10 км² — водойми.

### Клімат
| Клімат : Форт-Скотт                       | Клімат : Форт-Скотт | Клімат : Форт-Скотт | Клімат : Форт-Скотт | Клімат : Форт-Скотт | Клімат : Форт-Скотт | Клімат : Форт-Скотт | Клімат : Форт-Скотт | Клімат : Форт-Скотт | Клімат : Форт-Скотт | Клімат : Форт-Скотт | Клімат : Форт-Скотт | Клімат : Форт-Скотт | Клімат : Форт-Скотт |
| Показник                                  | Січ.                | Лют.                | Бер.                | Квіт.               | Трав.               | Черв.               | Лип.                | Серп.               | Вер.                | Жовт.               | Лист.               | Груд.               | Рік                 |
| Абсолютний максимум, °C                   | 25,0                | 28,3                | 32,8                | 36,1                | 36,7                | 41,1                | 48,9                | 45,0                | 43,3                | 37,2                | 28,9                | 23,9                | 48,9                |
| Середній максимум, °C                     | 4,4                 | 8,3                 | 13,9                | 20,0                | 25,0                | 30,0                | 32,8                | 32,2                | 27,8                | 21,7                | 12,8                | 6,7                 | 19,7                |
| Середній мінімум, °C                      | −6,7                | −3,9                | 1,1                 | 6,7                 | 12,8                | 17,8                | 20,6                | 18,9                | 13,9                | 7,8                 | 1,1                 | −4,4                | 7,2                 |
| Абсолютний мінімум, °C                    | −26,7               | −25,6               | −21,1               | −8,3                | −1,1                | 5,0                 | 10,0                | 8,9                 | −1,1                | −7,8                | −17,8               | −27,8               | −27,8               |
| Норма опадів, мм                          | 40                  | 47                  | 85                  | 102                 | 125                 | 145                 | 111                 | 97                  | 119                 | 109                 | 88                  | 53                  | 1121                |
| ----------------------------------------- | ------------------- | ------------------- | ------------------- | ------------------- | ------------------- | ------------------- | ------------------- | ------------------- | ------------------- | ------------------- | ------------------- | ------------------- | ------------------- |
| Джерело: The Weather Channel; Weatherbase |                     |                     |                     |                     |                     |                     |                     |                     |                     |                     |                     |                     |                     |

## Демографія
Згідно з переписом 2010 року, у місті мешкало 8087 осіб у 3285 домогосподарствах у складі 1941 родини. Густота населення становила 559 осіб/км².  Було 3819 помешкань (264/км²).
Расовий склад населення:
| - 90,3 % — білих - 4,7 % — чорних або афроамериканців - 0,8 % — корінних американців - 0,6 % — азіатів - 0,1 % — вихідців з тихоокеанських островів |

До двох чи більше рас належало 2,9 %. Частка іспаномовних становила 2,5 % від усіх жителів.
За віковим діапазоном населення розподілялося таким чином: 25,5 % — особи молодші 18 років, 56,4 % — особи у віці 18—64 років, 18,1 % — особи у віці 65 років та старші. Медіана віку мешканця становила 35,2 року. На 100 осіб жіночої статі у місті припадало 91,0 чоловіків;  на 100 жінок у віці від 18 років та старших — 86,9 чоловіків також старших 18 років.
Середній дохід на одне домашнє господарство  становив 45 641 долар США (медіана — 31 592), а середній дохід на одну сім'ю — 59 716 доларів (медіана — 41 573). Медіана доходів становила 35 867 доларів для чоловіків та 30 257 доларів для жінок. За межею бідності перебувало 21,7 % осіб, у тому числі 33,7 % дітей у віці до 18 років та 10,1 % осіб у віці 65 років та старших.
Цивільне працевлаштоване населення становило 3440 осіб. Основні галузі зайнятості: освіта, охорона здоров'я та соціальна допомога — 28,3 %, виробництво — 13,0 %, мистецтво, розваги та відпочинок — 12,8 %.